# Битка при Караисен
Битката при Караисен е трето сражение на четата на Хаджи Димитър и Стефан Караджа срещу османски военни части в района на Ловешко.
След сражението при Саръяр четата на Хаджи Димитър и Стефан Караджа продължава към село Караисен, но скоро бунтовниците забелязват, че са преследвани от османска войска. Ратниците избират добра позиция в караисенските лозя на една височина, оградена от двете страни с огромни долове и доминиращо положение над околната местност. Турците успяват да обкръжат четата и откриват огън. През целия ден се води ожесточен бой. Всички атаки предприети от турските сили са отблъснати, когато се стъмва, турците прегрупират силите си, като съсредоточават основната част към Балкана, а други оставят отделни стражи към река Дунав. Четниците се възползват от ситуацията, отправят се на север и след като отминават турските стражи се насочват на юг и продължават пътя си към Балкана.